# العالم المضيء
الْعَالَم المُضيء(المعروف سابقاً بِاسْم السويد المضيئة باللغة الإنجليزية) لدينغو، هِي مَجْمُوعِه نَشَر سويدية عُرِفت بإصدار 333 الكِتاب المُقَدس المُنير: ذا بوك تَكَوْنت من 333 مُدِير أَعْمَال برِئاسة داغ سودربيرغ وَجَان كارلسون، تَشَكَّلَت الْمَجْمُوعَة لتشجيع إنْتَاج الْكِتَاب. dljg; الْعَالِم المُضيء يمتلك شراكات مَعَ كُلِّ مِنْ جَمْعِيَّةِ الكِتاب المُقدس الأَمْرِيكِيَّة ومَرْكَز الْكُتُب التِّجَارِيَّة

## الكِتاب المُقدس المُنير: العهد الجديد
فِي 2007 نَشَرَ الْعَالِم المُضيء الكِتاب المُقدس المُنير: الكِتاب، إِصدارٌ مَصْقُول مِن مُجَلَّدَيْن يَجْمَعُ بَيْنَ تَرْجَمَة سويدية لِلْكِتَاب الْمَقْدِس وَصُوَر مَعَاصِره فِي شَكْلِ مَجَلَّة مُتَألِفَة مِن 300 صَفْحَة، بدلاً مِنْ الْكَلِمَةِ السويدية «بوكين»، «الكتاب»، اُخْتِيرَت اللُّغَة الإنْجلِيزِيَّة لتبدو أَكْثَر تحديًا ومُعاصَرَة. وَكَان عُنْوَان الْمُجَلَّدَيْن الْفَرْعِيّين "Gamla testamentet" العهد القديم و"Nya testamentet" الْعَهْد الْجَدِيد. وَقَد جُهِزَ هَذَا الْمَنْشُور بَعْد مُنَاقَشَةٌ لِقِرَاءَة الكِتَابِ الْمُقَدَّسِ وإمكانية الِاطِّلَاعِ عَلَيْهِ، وَفْقًا لسودربيرغ، قَرَّرْت الْمَجْمُوعَة إعَادَة نسِخ كِلا العَهدَينِ «على نَمَط مَجَلَّة مَعَ صُوَرٍ مُثِيرَةٌ لِلِاهْتِمَام وَالنُّصُوص الْمُتَتَالية بَدَلًا مِنْ الْفُصُولِ، وَالْآيَات …شكل يَألَفَه مُعْظَمِ النَّاسِ عِنْدَ قِرَاءَةِ الْقَصَص الْإِخْبَارِيَّة». السلسة الْأُولَى مِنْ الكِتاب المُقَدس المُنير: "hg;jhf" زَاد مِنْ مَبِيعَات الْكِتَاب المُقدس الَّتِي يَغْلِبُ عَلَيْهَا العلمانية فِي السويد، بِنِسْبَة 50 فِي الْمِئَة تَقْرِيبًا.

### الكِتاب المُقَدس المُنير (الطبعة الإنْجلِيزِيَّة)
ويُستَبدل نَصّ «جود نيوز ترانسليشن» بَدَل النُّسْخَة السويدية الْأَصْلِيَّةِ الَّتِي نُشرت بالطبعة الإنْجلِيزِيَّة فِي أُكْتُوبَر 2008. الكِتاب المُقَدس المُنير: الْكِتَاب ومؤلفه داغ سودربيرغ تَمَيَّزوا فِي حَلقة 4 يونْيو 2009 مِنْ تَقْرِيرِ كولبير.

## روابط خارجية
The Bible, but not as you know it – BBC article